# Chiesa di San Lupo
La chiesa di San Lupo, in francese église Saint-Loup, è una chiesa storica che sorge nel centro di Namur, in Belgio.
Venne costruita in stile barocco tra il 1621 e il 1645 come chiesa del Collegio gesuitico, oggi liceo.
Rappresenta uno dei capolavori dell'architettura barocca dei Paesi Bassi meridionali.

## Storia e descrizione

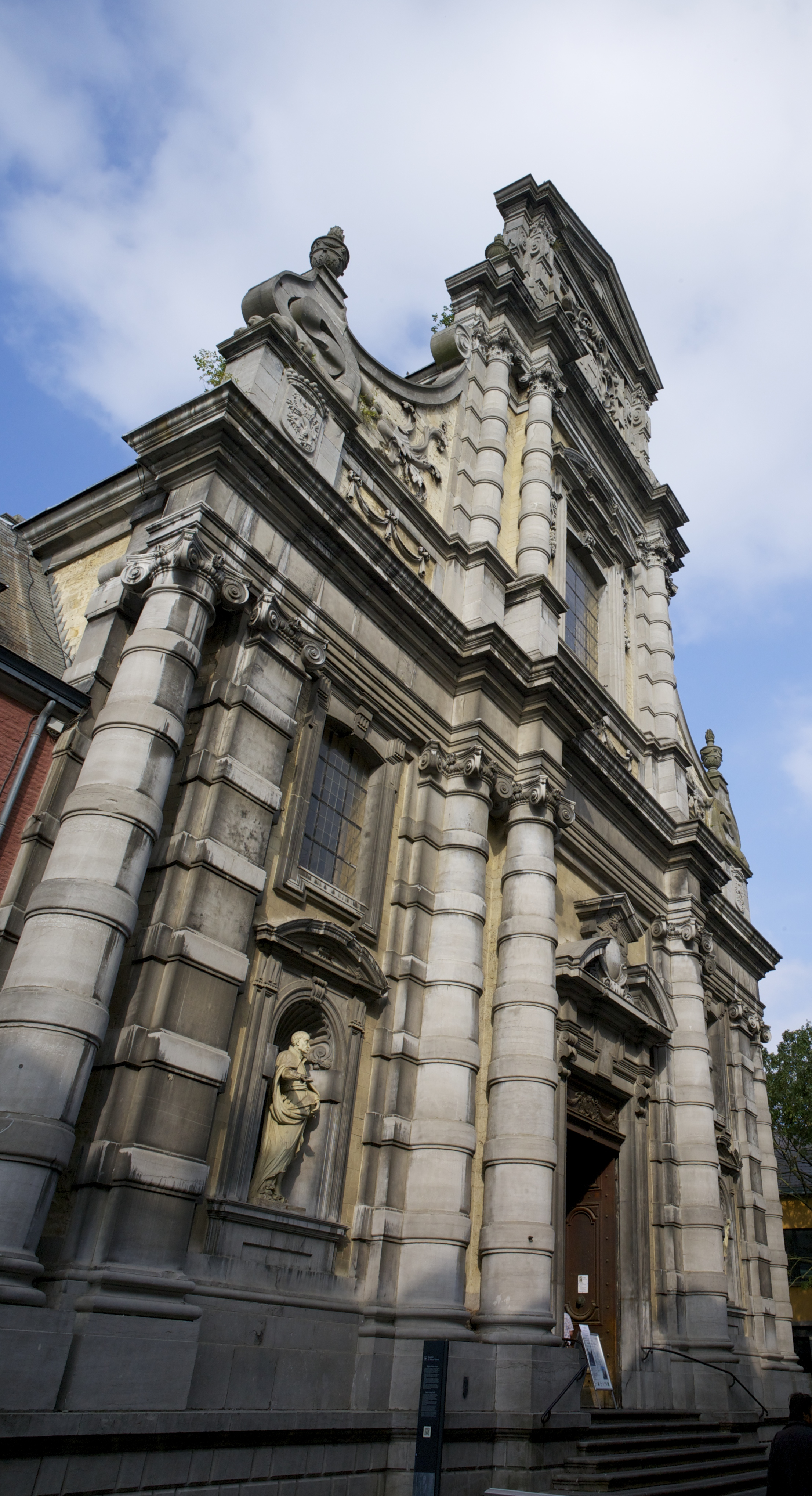
La facciata.

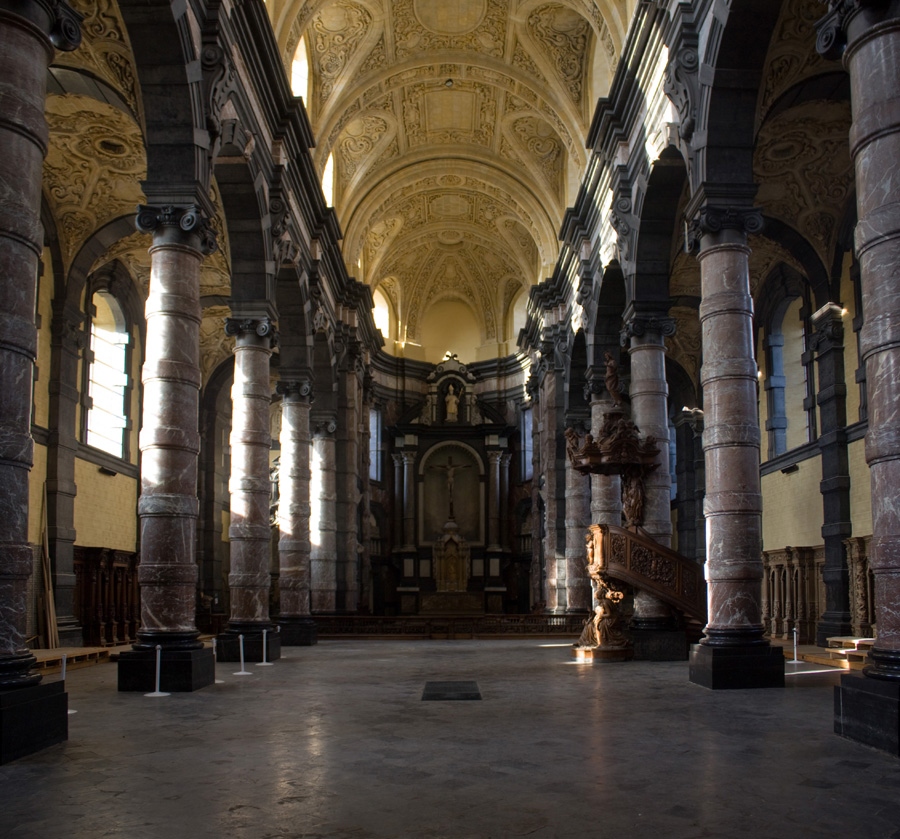
Veduta del sontuoso interno.

I Gesuiti arrivarono a Namur nel 1610 e ripresero un piccolo collegio che in seguito ampliarono e riedificarono. 
Nel 1621 decisero la costruzione di una chiesa, dedicata a Sant'Ignazio di Loyola, fondatore della Compagnia di Gesù. Il progetto dell'edificio venne affidato all'architetto fiammingo-gesuitico Pieter Huyssens, grande maestro del barocco dei Paesi Bassi meridionali.
Huyssens previse un edificio a pianta basilicale a tre navate, con alta facciata a tre ordini e campanile sull'abside in bilanciamento all'alto timpano anteriore. Il disegno della facciata è ispirato alla Chiesa del Gesù di Roma e alla sua Chiesa di San Carlo Borromeo ad Anversa. Reca sul frontone il monogramma IHS, simbolo della Compagnia di Gesù.
A causa della mancanza di fondi, la costruzione si svolge in una ventina d'anni e la torre dell'abside rimane ferma all'altezza del tetto della chiesa. 
L'edificio viene consacrato il 28 maggio 1645 dal vescovo di Namur Englebert Dubois; tuttavia servirà ancora una trentina d'anni per completare la decorazione e l'arredamento interni. Le volte sono realizzate in pietra arenaria e interamente scolpite, dieci confessionali lignei barocchi vengono addossati alle pareti delle navate laterali, l'altar maggiore venne terminato nel 1656 e l'altare laterale di Sant'Ignazio completato nel 1677. Questa opera segna la fine definitiva dei lavori.
Nel 1773 con la soppressione dell'Ordine gesuitico, quest'ultimi dovettero lasciare la chiesa e il collegio di Namur. Come l'antica chiesa di San Lupo (accanto a quella di San Giovanni Battista) era divenuta pericolante, il consiglio cittadino darà ai parrocchiani l'uso della chiesa di Sant'Ignazio.
Dunque il 14 settembre 1777 la chiesa diviene ufficialmente parrocchiale e viene intitolata a San Lupo, vescovo di Troyes morto nel 478. Allo stesso tempo alcuni tesori della vecchia chiesa vennero qui trasportati, come i candelabri e la Crocifissione dell'altar maggiore; mentre nove tele de pittore locale Jacques Nicolaï, vennero acquisite dai canonici della cattedrale.
Fra il 1864 e il 1867 la chiesa viene restaurata, e durante questa campagna di lavori, la facciata viene rifatta in pietra blu di Tournai.